# Arrondissement Diksmuide
Het arrondissement Diksmuide is een van de acht arrondissementen van de provincie West-Vlaanderen in België. Het arrondissement heeft een oppervlakte van 365,03 km² en telde 52.728 inwoners op 1 januari 2025.
Het arrondissement is enkel een bestuurlijk arrondissement. Gerechtelijk behoort het tot het arrondissement West-Vlaanderen. Tot 2006 was dit arrondissement ook een afzonderlijk kiesarrondissement. Sinds 2012 behoort het tot het kiesarrondissement Oostende-Veurne-Diksmuide.

## Geschiedenis
Het arrondissement Diksmuide ontstond in 1823 door het samenvoegen van een aantal gemeenten uit de arrondissementen Ieper, Oostende, Veurne en de opgeheven arrondissementen Poperinge en Torhout.
In 1971 werd de toenmalige opgeheven gemeente Zande aangehecht van het arrondissement Oostende. Verder werden de opgeheven gemeenten Lampernisse, Oostkerke en Stuivekenskerke afgestaan aan het arrondissement Veurne waar ze bij de gemeente Pervijze werden gevoegd.
In 1977 werd de gemeente Pervijze opgeheven en kwam ze terug naar het arrondissement Diksmuide waar ze bij de stad Diksmuide werd gevoegd.

## Administratieve indeling

### Structuur
| Diksmuide        | Diksmuide        | Supranationaal         | Nationaal                         | Nationaal                 | Gemeenschap               | Gewest                    | Provincie                           | Arrondissement            | Provinciedistrict | Kanton          | Gemeente                                                | District         |
| ---------------- | ---------------- | ---------------------- | --------------------------------- | ------------------------- | ------------------------- | ------------------------- | ----------------------------------- | ------------------------- | ----------------- | --------------- | ------------------------------------------------------- | ---------------- |
| Administratief   | Niveau           | Europese Unie          | België                            | België                    | Vlaanderen                | Vlaanderen                | West-Vlaanderen                     | Diksmuide                 | Diksmuide         | Diksmuide       | Diksmuide, Houthulst, Koekelare, Kortemark & Lo-Reninge | -                |
| Administratief   | Bestuur          | Europese Commissie     | Belgische regering                | Belgische regering        | Vlaamse regering          | Vlaamse regering          | Deputatie                           | Deputatie                 | Deputatie         | Deputatie       | Gemeentebestuur                                         | Districtscollege |
| Administratief   | Raad             | Europees Parlement     | Kamer van volksvertegenwoordigers | Vlaams Parlement          | Vlaams Parlement          | Vlaams Parlement          | Provincieraad                       | Provincieraad             | Provincieraad     | Provincieraad   | Gemeenteraad                                            | Districtsraad    |
| Kiesomschrijving | Kiesomschrijving | Nederlands Kiescollege | Kieskring West-Vlaanderen         | Kieskring West-Vlaanderen | Kieskring West-Vlaanderen | Kieskring West-Vlaanderen | kieskring Oostende-Veurne-Diksmuide | Oostende-Veurne-Diksmuide | Veurne-Diksmuide  | Diksmuide       | Diksmuide, Houthulst, Koekelare, Kortemark & Lo-Reninge | -                |
| Verkiezing       | Verkiezing       | Europese               | Federale                          | Federale                  | Vlaamse                   | Vlaamse                   | Provincieraads-                     | Provincieraads-           | Provincieraads-   | Provincieraads- | Gemeenteraads-                                          | Districtsraads-  |

Gemeenten:
- Diksmuide (stad)
- Houthulst
- Koekelare
- Kortemark
- Lo-Reninge (stad)

Deelgemeenten:
| - Beerst - Bovekerke - Diksmuide - Esen - Handzame - Houthulst - Jonkershove - Kaaskerke - Keiem - Klerken - Koekelare |

| - Kortemark - Lampernisse - Leke - Lo - Merkem - Nieuwkapelle - Noordschote - Oostkerke - Oudekapelle - Pervijze |

| - Pollinkhove - Reninge - Sint-Jacobs-Kapelle - Stuivekenskerke - Vladslo - Werken - Woumen - Zande - Zarren |

## Demografische evolutie
- Bron:NIS - Opm:1830 t/m 1980=volkstellingen; vanaf 1990= inwoneraantal per 1 januari

| Inwoners van jaar tot jaar op 1 januari 1992 tot heden | Inwoners van jaar tot jaar op 1 januari 1992 tot heden | Inwoners van jaar tot jaar op 1 januari 1992 tot heden |
| Jaar                                                   | Aantal                                                 | Evolutie: 1992=index 100                               |
| ------------------------------------------------------ | ------------------------------------------------------ | ------------------------------------------------------ |
| 1992                                                   | 47.442                                                 | 100,0                                                  |
| 1993                                                   | 47.596                                                 | 100,3                                                  |
| 1994                                                   | 47.704                                                 | 100,6                                                  |
| 1995                                                   | 47.752                                                 | 100,7                                                  |
| 1996                                                   | 47.669                                                 | 100,5                                                  |
| 1997                                                   | 47.708                                                 | 100,6                                                  |
| 1998                                                   | 47.841                                                 | 100,8                                                  |
| 1999                                                   | 48.058                                                 | 101,3                                                  |
| 2000                                                   | 47.992                                                 | 101,2                                                  |
| 2001                                                   | 48.082                                                 | 101,3                                                  |
| 2002                                                   | 48.036                                                 | 101,3                                                  |
| 2003                                                   | 48.037                                                 | 101,3                                                  |
| 2004                                                   | 48.109                                                 | 101,4                                                  |
| 2005                                                   | 48.259                                                 | 101,7                                                  |
| 2006                                                   | 48.357                                                 | 101,9                                                  |
| 2007                                                   | 48.570                                                 | 102,4                                                  |
| 2008                                                   | 49.022                                                 | 103,3                                                  |
| 2009                                                   | 49.352                                                 | 104,0                                                  |
| 2010                                                   | 49.675                                                 | 104,7                                                  |
| 2011                                                   | 49.958                                                 | 105,3                                                  |
| 2012                                                   | 50.262                                                 | 105,9                                                  |
| 2013                                                   | 50.571                                                 | 106,6                                                  |
| 2014                                                   | 50.698                                                 | 106,9                                                  |
| 2015                                                   | 50.844                                                 | 107,2                                                  |
| 2016                                                   | 51.030                                                 | 107,6                                                  |
| 2017                                                   | 51.250                                                 | 108,0                                                  |
| 2018                                                   | 51.428                                                 | 108,4                                                  |
| 2019                                                   | 51.525                                                 | 108,6                                                  |
| 2020                                                   | 51.696                                                 | 109,0                                                  |
| 2021                                                   | 51.774                                                 | 109,1                                                  |
| 2022                                                   | 51.982                                                 | 109,6                                                  |
| 2023                                                   | 52.486                                                 | 110,6                                                  |
| 2024                                                   | 52.550                                                 | 110,8                                                  |
| 2025                                                   | 52.728                                                 | 111,1                                                  |

Aalst · Aarlen · Aat · Antwerpen · Bastenaken · Bergen · Borgworm · Brugge · Brussel-Hoofdstad · Charleroi · Dendermonde · Diksmuide · Dinant · Doornik-Moeskroen · Eeklo · Gent · Halle-Vilvoorde · Hasselt · Hoei · Ieper · Kortrijk · La Louvière · Leuven · Luik · Maaseik · Marche-en-Famenne · Mechelen · Namen · Neufchâteau · Nijvel · Oostende · Oudenaarde · Philippeville · Roeselare · Sint-Niklaas · Thuin · Tielt · Tongeren · Turnhout · Verviers · Veurne · Virton · Zinnik